# Belonoperca
Belonoperca is een geslacht van straalvinnige vissen uit de familie van zaag- of zeebaarzen (Serranidae). Het geslacht is voor het eerst wetenschappelijk beschreven in 1930 door Fowler & Bean.

## Soorten
- Belonoperca chabanaudi Fowler & Bean, 1930
- Belonoperca pylei Baldwin & Smith, 1998